# Spisula solidissima
Spisula solidissima är en musselart som först beskrevs av Lewis Weston Dillwyn 1817.  Spisula solidissima ingår i släktet Spisula och familjen Mactridae.

## Underarter
Arten delas in i följande underarter:
- S. s. solidissima
- S. s. similis

## Bildgalleri

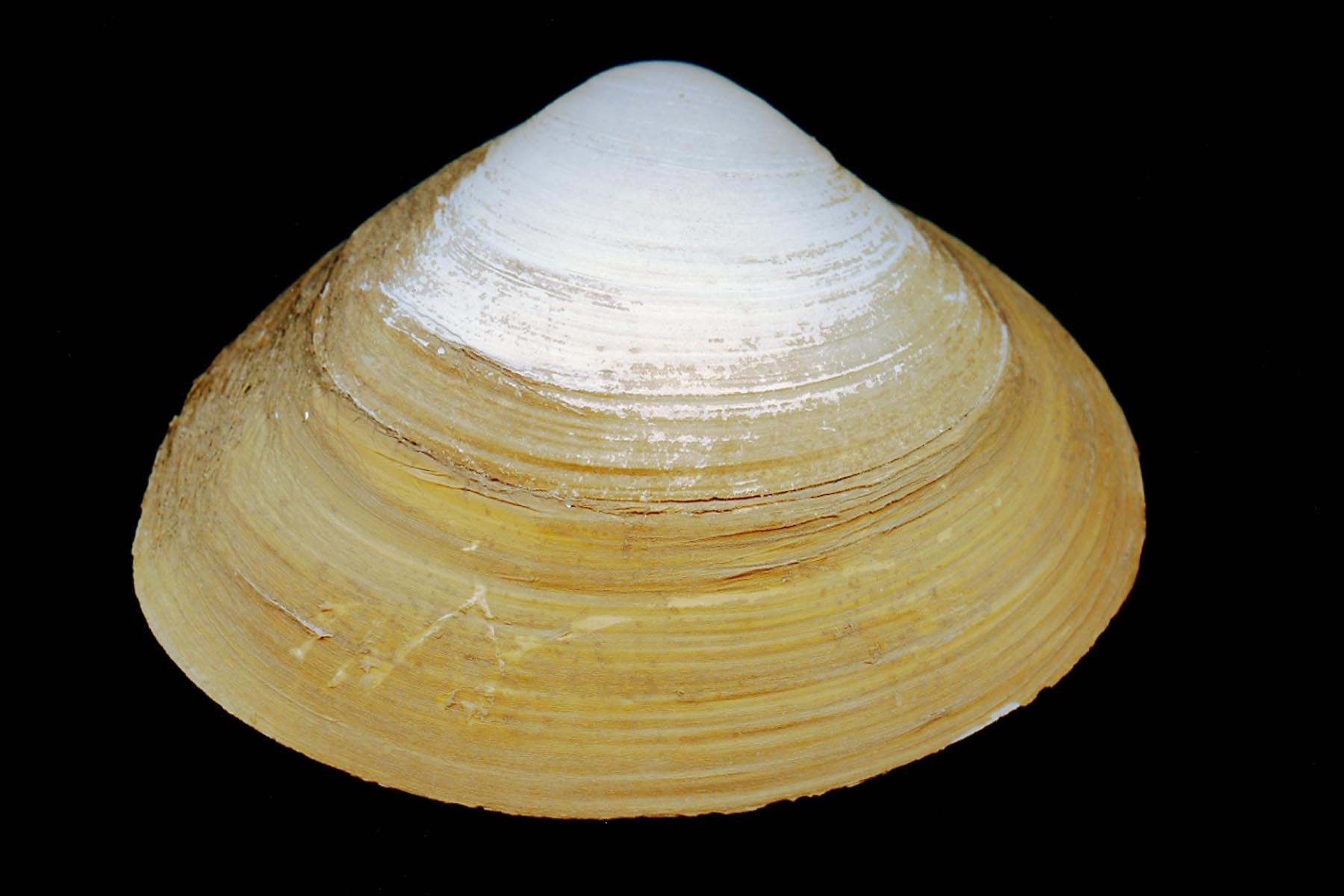